# Daniel Masgoumiery i Pena
Daniel Masgoumiery i Pena   (Barcelona, 8 de maig de 1879 - Barcelona, 10 de març de 1942), conegut també com a Daniel, Masgoumiery o, més sovint, Niel, els pseudònims amb els quals signava, fou un dibuixant, caricaturista i pintor català.

## Biografia
El seu pare Enric Masgoumiery era un sombrerer natural de França, la seva mare Rosa Pena i Ferrer natural de Capçanes.
Il·lustrà amb caricatures periòdics anarquistes o afins amb aquest moviment, com El Teatre Català, La Tramontana, Avenir, Mundo Ibérico o En Titella, entre d'altres. Ja professionalitzat, als anys trenta es va convertir en un dels primers col·laboradors gràfics de l'editorial El Gato Negro, predecessora de l'editorial Bruguera. Destaquen especialment dels seus fulletons i de la revista Pulgarcito, sent el creador del personatge de capçalera que acompanyava el títol d'aquesta revista. Durant aquests anys la seva col·laboració a Pulgarcito va ser molt prolífica, realitzant tota mena d'historietes dels temes més variats, fins i tot reflectint l'entorn bèl·lic de la Guerra Civil espanyola. Algunes van ser protagonitzades per personatges tan populars com Stan Laurel i Oliver Hardy, més coneguts com “El Gordo y el Flaco”. També va realitzar gravats per a llibres de Prudenci Bertrana, J. Uson, I. Iglésias, entre d'altres. Pintà en miniatura escenes costumistes, natures mortes i flors, i feu decorats per a obres teatrals. Col·laborà sovint amb el seu germà Josep Masgoumiery i Pena (Barcelona 1869-1942), escriptor i actiu militant anarquista. Lampista de professió, també tingué un vessant polític, que el portà a ser membre de la directiva de Solidaridad Obrera. També fou redactor destacat de Tramontana i Avenir, des d'on propugnà l'acceptació del fet català per l'anarquisme. Publicà Eppur si muove... (1906), compendi de l'ideari anarquista.